# Neoquernaspis leptosipha
Neoquernaspis leptosipha är en insektsart som beskrevs av Zeng 2001. Neoquernaspis leptosipha ingår i släktet Neoquernaspis och familjen pansarsköldlöss. Inga underarter finns listade i Catalogue of Life.